# Teluk Pinang (Gaung Anak Serka)
Teluk Pinang is een bestuurslaag in het regentschap Indragiri Hilir van de provincie Riau, Indonesië. Teluk Pinang telt 8994 inwoners (volkstelling 2010).